# Àrees emergides de les Illes Columbretes
Àrees emergides de les Illes Columbretes este o arie protejată (sit de importanță comunitară — SCI, arie de protecție specială avifaunistică — SPA) din Spania întinsă pe o suprafață de 19,41 ha, integral pe uscat.

## Localizare
Centrul sitului Àrees emergides de les Illes Columbretes este situat la coordonatele 39°53′42″N 0°41′01″E / 39.895°N 0.6837°E.

## Înființare
Situl Àrees emergides de les Illes Columbretes a fost declarat arie de protecție specială avifaunistică în ianuarie 1990 pentru a proteja 6 specii de animale. Situl a fost protejat și ca sit de importanță comunitară în decembrie 1997.

## Biodiversitate
Situată în ecoregiunea mediteraneană, aria protejată conține 4 habitate naturale: Tufărișuri halofile mediteraneene și termo-atlantice (Sarcocornetea fruticosi), Faleze cu vegetație de Limonium spp. endemic de pe coastele mediteraneene, Tufărișuri termo-mediteraneene și de pre-deșert, Tufărișuri halo-nitrofile (Pegano-Salsoletea).
La baza desemnării sitului se află mai multe specii protejate de  păsări (6): Calonectris diomedea, Falco eleonorae, șoim călător (Falco peregrinus), Hydrobates pelagicus, Larus audouinii, Phalacrocorax aristotelis desmarestii.
Pe lângă speciile protejate, pe teritoriul sitului au mai fost identificate 2 specii de plante, 1 specie de reptile.